# 木瓜糖
木瓜糖（西班牙語：Dulce de lechosa）是委內瑞拉的傳統甜食，傳統上在聖誕節和復活節製作，主要材料為木瓜。起源於塔奇拉州聖拉菲爾德爾皮尼亞爾。

## 製作
將木瓜果肉切成薄片(切口的大小和形狀因地區而異)。後撒上少許小蘇打，然後靜置數個小時。隨後，將其與木瓜或糖、丁香和少許水一起放入一個大鍋中，用文火慢燉，直到木瓜結晶變軟。一旦冷卻下來，就可以將其放入玻璃容器中，其中的果膠和糖可確保長時間保存。